# El Consecuente
El Consecuente: órgano del Partido Republicano Radical Autonomista va ser un setmanari que va sortir a Reus el 1908 com a portaveu del Partit Republicà Radical i que, després de diverses etapes on va anar variant ideològicament, el 1932 va catalanitzar el seu nom a El Conseqüent. Va desaparèixer l'11 de juliol de 1936.

## Història
El Consecuente estava vinculat a una entitat reusenca, el Centro Republicano Autonomista. El periòdic, en el seu primer número es declarava hereu de La Autonomía, un diari reusenc republicà federal on hi col·laboraven alguns protagonistes de la proclamació de la Primera República a Reus i els seus hereus ideològics del Partit Republicà Democràtic Federal seguidors de Pi i Margall. El periòdic des dels seus inicis defensava el federalisme i l'autonomisme i carregava contra les idees nacionalistes, sobretot contra els periòdics locals Foment i Les Circumstàncies. Cada any, l'11 de febrer, recordava la proclamació de la Primera República amb articles històrics. El 1912 defensava Melquíades Álvarez i el seu Partido Reformista, i reproduïa articles de El Motín, El País i Ideal i defensava idees properes al Partit Republicà Progressista. A les eleccions de 1914 promociona els candidats lerrouxistes de la província, com ara Julià Nougués, en contra de Ramon Mayner, que havia estat diputat per Solidaritat Catalana grup on també hi participaven els lerrouxistes, uns anys abans. El 1922 canvia el subtítol: «órgano del Partido Republicano Autonomista Radical de la província» i es mostra proper al Bloc Republicà Autonomista de Marcel·lí Domingo. El 1924 defensava ideològicament a Gabriel Alomar, Marcel·lí Domingo i Largo Caballero. El 1926 es vinculen a la Unió d'Esquerres pactada a Madrid per diputats de l'anterior legislatura: Marcel·lí Domingo, Julià Nougués, Palet i Barba i Lluís Companys.
El 1928 desapareix. L'últim número conservat d'aquell any és el del 31 de març. Torna a reaparèixer el 1932, ara en català amb el nom d'El Conseqüent i amb el subtítol de «portaveu del Partit Republicà Autonomista» i es diuen adherits al Partit Radical Socialista. Al número 1 (29-X-1932) es proclamen descendents de l'antic periòdic reusenc La Autonomia, com ja ho havia fet el seu predecessor El Consecuente, es declaren seguidors de la doctrina política de Francesc Pi i Margall i es defineixen com a federalistes. Defensa aquell any la candidatura de la Unió d'Esquerres tarragonines, formada per federals, autonomistes, la Unió Republicana de Tortosa, grups republicans a l'entorn de Marcel·lí Domingo i la Unió Socialista. El 1933 porta per subtítol: «portaveu del Partit Republicà Radical Socialista Català». Del 29 de setembre de 1934 al 18 de gener de 1936 a causa del bienni negre, es va suspendre la publicació. El 25 de gener de 1936 va reaparèixer (any I època IV, núm. 1) com a portaveu del Partit Republicà d'Esquerres.
Durant aquest període diferencien entre el catalanisme del partit, al que van combatre quan el defensava la Lliga Regionalista perquè tenia una ideologia dretana, i el catalanisme patriòtic. Ataquen també els nacionalistes republicans i els «separatistes» de Francesc Macià. El seu catalanisme, diuen, és apolític, un «anhel de millorament de la terra on havem nascut».

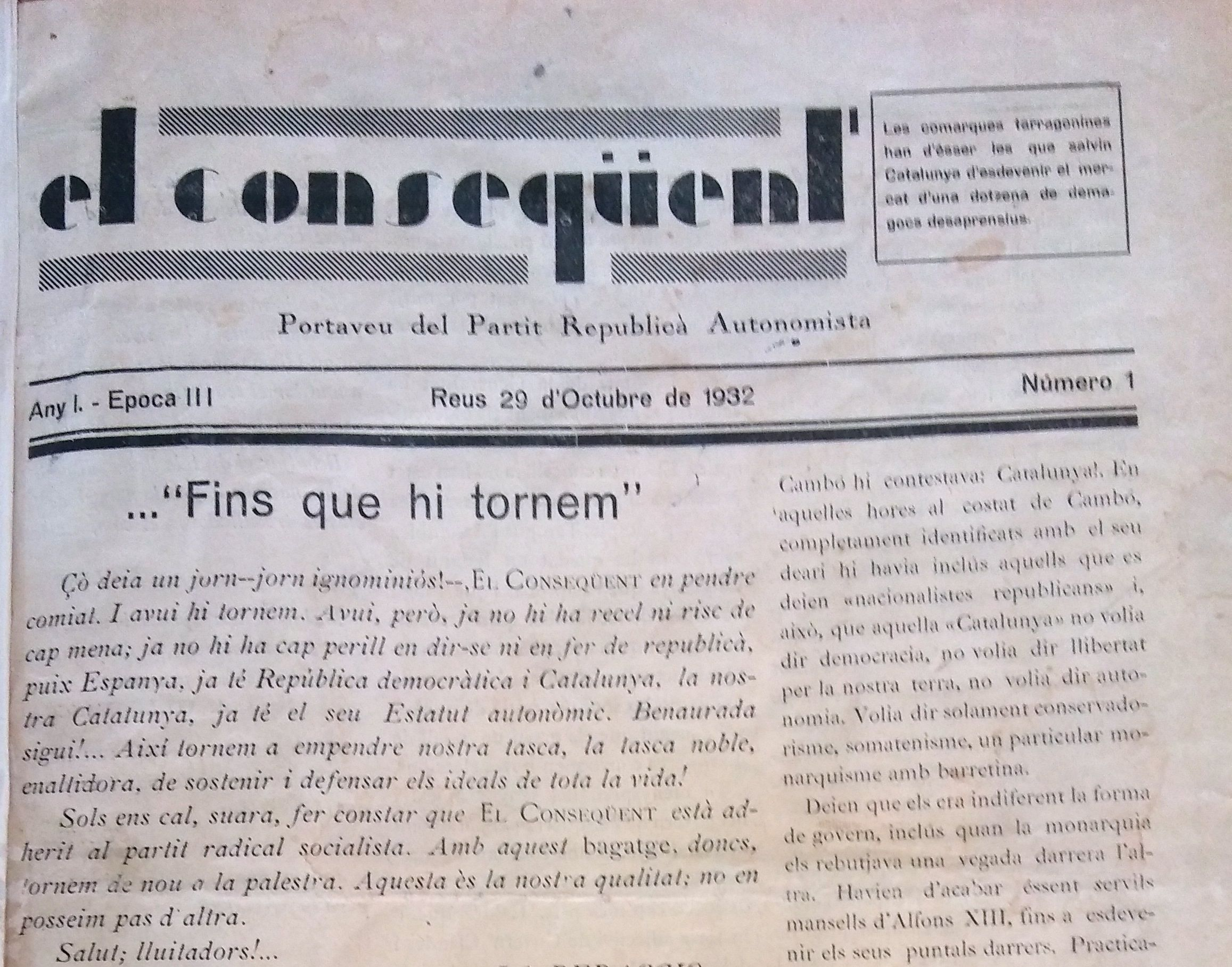
Primera pàgina de El Conseqüent

## Característiques tècniques
Sortia setmanalment tots els dissabtes. Donats els canvis d'orientació i de direcció del periòdic el format va variar durant la seva publicació i va passar de mida doble foli a format foli i més endavant va tornar a doble foli. També van canviar els impressors. Va començar imprimint-lo Carreras i Vila, després passà a la Impremta La Fleca, a la Impremta Diana i a La Gràfica. L'edició en castellà tenia normalment 8 pàgines a dues columnes i la catalana la mateixa extensió amb tres o quatre columnes. La venda era només per subscripció i els lectors eren els socis i simpatitzants del Centre Republicà Autonomista de Reus, propietari i fundador de la publicació. La llengua era la castellana, però alguns articles eren escrits en català, durant la primera i segona èpoques. Quan va catalanitzar-se el nom, la llengua majoritària era la catalana, encara que alguns textos eren en castellà i quan reproduïen articles de diaris castellans mantenien aquella llengua.

### Directors i redactors
Fundat per Jaume Sardà i Ferran, el primer director va ser Pere Solé Balanyà, i després el diputat Julià Nougués. A la primera època tenia com a col·laboradors habituals Ramon Fàbregas, Antoni Anguera, Pere Jordana, Francesc Cubells, Tomàs Martí Torcal, Antoni Gabinyau, Pere Ferré Solanes, Domènec Alberich Olivé, Jaume Socias, que era regidor a l'ajuntament, Josep Maria Constantí Zamora, Francesc Cubells Florentí, Salvador Torrell, Claudi Tricaz i Jaume Sardà i Ferran, que també en va ser director. A partir de 1925 comencem a trobar articles de Marcel·lí Domingo, Josep Costa i Pomés, Miquel Serra Bartra i Odón de Buen.
A l'època en català hi col·laboraven Josep Iglésies, Joaquim Aguiló, Josep Recasens i Mercadé, Joan Sans Cardona, Joan Adserà, Emili Tortajada, Josep Ferrer, i d'altres. En va ser director Josep Torrell.
A més d'articles ideològics en la línia de Pi i Margall, publiquen articles culturals i d'anàlisi política. Donen opinions sobre Catalunya, les ideologies socialistes i republicanes i fan anàlisi i comentaris de les notícies internacionals. Mantenen des de l'inici una ideologia anticlerical, federal i republicana.

## Localització
- Exemplars a la Biblioteca Central Xavier Amorós de Reus.[2]
- Exemplars a la Biblioteca del Centre de Lectura i a la Biblioteca de Catalunya.[3]